# Отчёт о движении денежных средств
Отчёт о движении денежных средств — отчёт компании об источниках денежных средств и их использовании в отчётном периоде, прямо или косвенно отражая денежные поступления компании с классификацией по основным источникам и её денежные выплаты с классификацией по основным направлениям использования в течение периода. Отчёт даёт общую картину производственных результатов, краткосрочной ликвидности, долгосрочной кредитоспособности и позволяет с большей лёгкостью провести финансовый анализ компании.

## История создания
В отличие от бухгалтерского баланса и отчёта о финансовых результатах, имеющих долгую историю, отчёт о движении денежных средств вошёл в финансовый обиход в 60-е годы XIX века. К середине 60-х годов XIX века сформировался общий подход к составлению отчёта о движении денежных средств, который представлял собой документ об использовании и источниках фондов.
История отчёта о движении денежных средств начинается с 1863 года, когда компания Dowlais Ironworks, оправившись после кризиса, показала в отчётности прибыль, но у неё не хватало денежных средств для покупки новой доменной печи. Для того чтобы объяснить нехватку средств, один из менеджеров компании составил отчёт, который он назвал сравнительный бухгалтерский баланс. Исходя из отчёта, стало понятно, что у компании было слишком много запасов (видимо, на их покупку тратились значительные средства). Этот отчёт и стал прародителем современного отчёта о движении денежных средств.
В 1971 году отчёт об использовании и источниках фондов в США стал обязательным при подготовке отчётности в соответствии с US GAAP. В 1992 году Совет по Международным стандартам финансовой отчётности разработал МСФО 7 «Отчёт о движении денежных средств», который вступил в силу в 1994 году. Стандартом предусматривалась обязательность представления отчёта составляющими отчётность в соответствии с МСФО.
Отчёт о движении денежных средств в нынешнем формате, когда движения денежных средств начали разделять на движения от операционной, финансовой, инвестиционной деятельности, был разработан в США в 1988 году. На сегодняшний день все национальные и международные разработчики стандартов финансовой отчётности пришли к выводу о важности раскрытия информации об источниках поступления и направлениях использования компаниями денежных средств, отчёт о движении денежных средств стал частью пакета финансовой отчётности в большинстве стран.

## Цель и сфера применения
| Упрощённый вариант отчёта о движении денежных средств              | Упрощённый вариант отчёта о движении денежных средств |
| ------------------------------------------------------------------ | ----------------------------------------------------- |
| Движение денежных средств в результате операционной деятельности   | 4 000                                                 |
| Движение денежных средств в результате инвестиционной деятельности | (1 000)                                               |
| Движение денежных средств в результате финансовой деятельности     | (2 000)                                               |
| Чистый денежный поток                                              | 1 000                                                 |

Этот отчёт необходим как менеджерам, так и внешним пользователям, которые по его показателям могут увидеть реальные доходы и расходы, а также узнать:
- Объём и источники получения денежных средств и направления их использования.
- Способность компании в результате своей деятельности обеспечивать превышение поступлений денежных средств над выплатами.
- Способность компании выполнять свои обязательства.
- Информацию о достаточности денежных средств для ведения деятельности.
- Степень самостоятельного обеспечения инвестиционных потребностей за счёт внутренних источников.
- Причины разности между величиной полученной прибыли и объёмом денежных средств[5].

Этот отчёт прямо или косвенно отражает денежные поступления компании с классификацией по основным источникам и её денежные выплаты с классификацией по основным направлениям использования в течение периода. Он может быть составлен любой компанией независимо от её размера, структуры, отрасли. Отчёт даёт общую картину производственных результатов, краткосрочной ликвидности, долгосрочной кредитоспособности и позволяет с большей лёгкостью провести финансовый анализ компании.

## Методика составления
При составлении отчёта по МСФО разделяют приток и отток наличных по производственной (операционной или текущей), финансовой и инвестиционной деятельности компании:
- операционная деятельность — основной вид деятельности, а также прочая деятельность, создающая поступление и расходование денежных средств компании (за исключением финансовой и инвестиционной деятельности)[8];
- инвестиционная деятельность — вид деятельности, связанной с приобретением, созданием и продажей внеоборотных активов (основных средств, нематериальных активов) и прочих инвестиций, не включённых в определение денежных средств и их эквивалентов[8];
- финансовая деятельность — вид деятельности, который приводит к изменениям в размере и составе капитала и заёмных средств компании. Как правило, такая деятельность связана с привлечением и возвратом кредитов, необходимых для финансирования операционной и инвестиционной деятельности[8].

Эта классификация предназначена для того, чтобы пользователи отчётности могли оценить воздействие этих трёх направлений деятельности на финансовое положение компании и величину её денежных средств. Денежные потоки относят к движению денежных средств от операционной, финансовой, инвестиционной в зависимости от характера деятельности компании.
| Классификация денежных потоков по видам деятельности | Классификация денежных потоков по видам деятельности | Классификация денежных потоков по видам деятельности |
| Вид деятельности                                     | Притоки | Оттоки |
| ---------------------------------------------------- | --- | --- |
| Операционная                                         | 1. поступления от продажи товаров и предоставления услуг; 2. поступления рентных платежей за предоставление прав, вознаграждений, комиссионных; 3. поступления и выплаты страховых компаний по страховым премиям, искам.                                     | 1. выплаты поставщикам товаров и услуг; 2. выплаты заработной платы работникам; 3. выплаты налога на прибыль, кроме налогов, относящихся к финансовой или инвестиционной деятельности.                                                               |
| Инвестиционная                                       | 1. поступления от продажи основных средств, нематериальных активов и прочих внеоборотных активов; 2. поступления от продажи акций других компаний, а также долей в совместных компаниях; 3. поступления в погашение займов, предоставленных другим сторонам. | 1. выплаты для приобретения основных средств, нематериальных активов и прочих внеоборотных активов; 2. выплаты по приобретению акций или долговых инструментов других компаний, а также долей в совместных компаниях; 3. кредитование других сторон. |
| Финансовая                                           | 1. поступления от эмиссии акций или выпуска других долевых инструментов; 2. поступления от эмиссии облигаций, векселей, закладных, займов, а также от прочих финансовых инструментов.                                                                        | 1. выплаты собственникам при выкупе или погашении акций компании; 2. выплаты в погашение займов; 3. выплаты арендатором в погашение обязательства по финансовой аренде.                                                                              |

Одна и та же операция может приводить к появлению потоков денежных средств, которые будут классифицироваться по-разному. Например, одна и та же операция может быть классифицирована как операционная, так и финансовая деятельность:

Погашение процентного займа предусматривает как выплату процентов, так и основной суммы долга. Если заём погашается в денежной форме (в отличие от взаимозачёта или натуральной формы), это отражается в отчёте о движении денежных средств, при этом выплата процентов может классифицироваться как операционная деятельность, а выплата основного долга — как финансовая.
При предоставлении отчёта о движении денежных средств в соответствии с МСФО (IAS) 7 компании должны раскрывать информацию о составе денежных средств и их эквивалентов. При идентификации денежных эквивалентов могут применяться различные классификации, поэтому компания должна раскрывать информацию о своей учётной политике, определяющей состав денежных средств и их эквивалентов. Формы отчётов о движении денежных средств в России и на Украине имеют чётко регламентированную форму.
Существует два метода составления отчёта о движении денежных средств. Совет по МСФО рассматривает вопрос о том, следует ли сделать обязательным к применению прямой или косвенный метод для подготовки отчёта о движении денежных средств. В октябре 2008 года Совет по МСФО опубликовал документ «Предварительная точка зрения на предоставление финансовой отчётности». В нём предполагалось ввести требование о подготовке отчёта о движении денежных средств согласно прямому методу. Большинство не поддержало принятие документа. Сейчас большинство компаний избегают использования прямого метода и используют косвенный.
При составлении отчёта о движении денежных средств существует ряд особенностей при постановке знаков в суммах:
| Корректировка изменения текущих активов и обязательств | Корректировка изменения текущих активов и обязательств      | Корректировка изменения текущих активов и обязательств | Корректировка изменения текущих активов и обязательств      |
| Увеличение балансовых сумм                             | Знак для корректировки в отчёте о движении денежных средств | Уменьшение балансовых сумм                             | Знак для корректировки в отчёте о движении денежных средств |
| ------------------------------------------------------ | ----------------------------------------------------------- | ------------------------------------------------------ | ----------------------------------------------------------- |
| текущих активов                                        | Минус                                                       | текущих активов                                        | Плюс                                                        |
| текущих обязательств                                   | Плюс                                                        | текущих обязательств                                   | Минус                                                       |

| Расход (убыток) | Минус |
| Доход (прибыль) | Плюс  |

В отчётности финансовых институтов выплаченные и полученные проценты и дивиденды обычно классифицируются как денежные потоки по операционной деятельности. Информацию о движении денежных средств, вызванных получением и выплатой процентов и дивидендов, следует раскрывать отдельно, классифицируя на потоки по операционной, инвестиционной или финансовой деятельности. В отчёте о движении денежных средств раскрывается информация о совокупных процентных платежах в течение отчётного периода, независимо от того, отражалась ли она как расход в отчёте о прибылях и убытках или капитализировалась. Что касается нефинансовых организаций, то единое мнение о классификации таких потоков отсутствует. Инвестиционные и финансовые сделки, которые не требовали использования денежных средств и их эквивалентов, исключаются из отчёта о движении денежных средств, и раскрываются в примечаниях.
МСФО (IAS) 7 приветствуется раскрытие дополнительной информации, которая может быть полезна пользователям для понимания финансового положения и ликвидности компании:
- величину неиспользованных кредитных средств (доступный кредитный лимит), которые могут быть предоставлены для финансирования операционной деятельности в будущем, а также для погашения основной суммы долга с указанием каких-либо ограничений на привлечение этих средств;
- денежный поток в разрезе операционной, инвестиционной и финансовой деятельности, связанный с участием в совместном предприятии по методу пропорциональной консолидации;
- общую сумму капитальных затрат, необходимых для увеличения операционных мощностей, отдельно от сумм, необходимых для поддержания текущей производительности[10][18].

### Прямой метод
| Пример отчёта о движении денежных средств, созданный прямым методом | Пример отчёта о движении денежных средств, созданный прямым методом | Пример отчёта о движении денежных средств, созданный прямым методом |
| ------------------------------------------------------------------- | ------------------------------------------------------------------- | ------------------------------------------------------------------- |
| Движение средств в результате операционной деятельности             |                                                                     |                                                                     |
| Денежные средства, полученные от покупателей                        | Денежные средства, полученные от покупателей                        | 9 500                                                               |
| Денежные средства, израсходованные на содержание персонала          | Денежные средства, израсходованные на содержание персонала          | (2 000)                                                             |
| Движение средств в результате операционной деятельности             | Движение средств в результате операционной деятельности             | 7 500                                                               |
| Проценты, уплаченные за пользование банковским кредитом             | Проценты, уплаченные за пользование банковским кредитом             | (2 000)                                                             |
| Уплаченный налог на прибыль компании                                | Уплаченный налог на прибыль компании                                | (3 000)                                                             |
| Чистое движение средств в результате операционной деятельности      | Чистое движение средств в результате операционной деятельности      | 2 500                                                               |
| Движение средств в результате инвестиционной деятельности           |                                                                     |                                                                     |
| Деньги, вырученные от продажи основных средств                      | Деньги, вырученные от продажи основных средств                      | 7 500                                                               |
| Полученные дивиденды                                                | Полученные дивиденды                                                | 3 000                                                               |
| Чистое движение средств в результате инвестиционной деятельности    | Чистое движение средств в результате инвестиционной деятельности    | 10 500                                                              |
| Движение средств в результате финансовой деятельности               |                                                                     |                                                                     |
| Выплаченные дивиденды                                               | Выплаченные дивиденды                                               | (2 500)                                                             |
| Чистое движение средств в результате финансовой деятельности        | Чистое движение средств в результате финансовой деятельности        | (2 500)                                                             |
| Увеличение суммы денежных средств за год                            | Увеличение суммы денежных средств за год                            | 10 500                                                              |
| Сумма денежных средств на начало года                               | Сумма денежных средств на начало года                               | 1 000                                                               |
| Сумма денежных средств на конец года                                | Сумма денежных средств на конец года                                | 11 500                                                              |

Прямой метод предусматривает раскрытие информации об основных видах валовых денежных поступлений и выплат.
Информация для составления отчёта о движении денежных средств может быть получена из учётных записей компании путём корректировки продаж, себестоимости реализации и других статей, признанных в составе прибыли или убытка.
Выделяют следующие достоинства этого метода:
- отчёт, созданный по этому методу, показывает основные источники притока и направления оттока денежных средств;
- даёт возможность делать оперативные выводы относительно наличия денежных средств для проведения платежей по различным текущим обязательствам;
- непосредственная привязка к бюджету денежных поступлений и выплат;
- отображает взаимосвязь между реализацией и денежной выручкой за отчётный период[5].

Недостатком этого метода является то, что он не раскрывает взаимосвязи между отчётом о прибылях и убытках и движением денежных средств. Кроме того, крупные компании осуществляют очень много денежных переводов, поэтому без специального программного обеспечения классифицировать каждый платёжный документ пришлось бы вручную.

### Косвенный метод
Косвенный метод заключается в установлении разниц между показателем чистой прибыли (убытка) отчётного периода, сформированным по методу начисления и представленным в отчёте о прибылях и убытках, и показателем чистых денежных средств по операционной деятельности (приращение денежных средств и их эквивалентов за период), рассчитанным по кассовому методу на основе данных бухгалтерского баланса (разница между денежными средствами на конец и начало отчётного периода).
Составление отчёта о движении денежных средств косвенным методом в наибольшей степени подходит для компаний, ведущих учёт по МСФО методом трансформации и не имеющих возможность автоматизировать этот процесс достаточным образом. С помощью косвенного метода отчёт о движении денежных средств можно составить на основе отчёта о прибылях и убытках, балансового отчёта на начало и на конец отчётного периода, а также некоторых дополнительных данных о потоках, которые обычно используются при трансформации отчётности . Не требуются данные из бухгалтерских систем о реальных денежных потоках, а также не требуется никакой автоматизации отчётности. Этот метод позволяет чётко показать, какое денежное содержание имеет каждая строка отчёта о прибылях и убытках.
| Пример отчёта о движении денежных средств, составленного косвенным методом за три года |            |            |            |
| Период заканчивается                                                                   | 12.31.2007 | 12.31.2006 | 12.31.2005 |
| Прибыль до налогообложения                                                             | 21 538     | 24 589     | 17 046     |
| Корректировки на движение денежных средств в результате операционной деятельности:     |            |            |            |
| Амортизация                                                                            | 2 790      | 2 592      | 2 747      |
| Корректировка прибыли                                                                  | 4 617      | 621        | 2 910      |
| Увеличение / уменьшение дебиторской задолженности                                      | 12 503     | 17 236     | —          |
| Увеличение / уменьшение кредиторской задолженности                                     | 131 622    | 19 822     | 37 856     |
| Увеличение / уменьшение запасов                                                        | —          | —          | —          |
| Увеличение / уменьшение других статей, касающихся операционной деятельности            | (173 057)  | (33 061)   | (62 963)   |
| Чистый денежный поток в результате операционной деятельности                           | 13         | 31 799     | (2 404)    |
| Корректировки на движение денежных средств в результате инвестиционной деятельности:   |            |            |            |
| Увеличение / уменьшение капитальных инвестиций                                         | (4 035)    | (3 724)    | (3 011)    |
| Увеличение / уменьшение инвестиций                                                     | (201 777)  | (71 710)   | (75 649)   |
| Увеличение / уменьшение других статей, касающихся инвестиционной деятельности          | 1 606      | 17 009     | (571)      |
| Чистый денежный поток в результате инвестиционной деятельности                         | (204 206)  | (58 425)   | (79 231)   |
| Корректировки на движение денежных средств в результате финансовой деятельности:       |            |            |            |
| Выплаченные дивиденды                                                                  | (9 826)    | (9 188)    | (8 375)    |
| Продажа / покупка акций                                                                | (5 327)    | (12 090)   | 133        |
| Увеличение / уменьшение в задолженностях компании                                      | 101 122    | 26 651     | 21 204     |
| Увеличение / уменьшение других статей, касающихся финансовой деятельности              | 120 461    | 27 910     | 70 349     |
| Чистый денежный поток в результате финансовой деятельности                             | 206 430    | 33 283     | 83 311     |
| Эффект изменения валютных курсов                                                       | 645        | (1 840)    | 731        |
| Чистое увеличение / уменьшение денег и денежных эквивалентов за указанный период:      | 2 882      | 4 817      | 2 407      |

При вычислении чистой прибыли компании учитываются «неденежные составляющие», такие как амортизация и изменения в структуре активов и обязательств. Это позволяет выявить сумму чистого денежного потока от операционной деятельности.
Можно выделить два основных типа корректировок:
1. связанные со статьями отчёта о прибылях и убытках;
2. связанные с изменением в оборотном капитале[21].

Первая группа корректировок связана с исключением неденежных статей, не являющихся денежными потоками, но влияющих на чистую прибыль, а также исключением из чистой прибыли статей, относящихся к инвестиционной и финансовой деятельности. После этих корректировок получаем промежуточный показатель «операционная прибыль до изменений в оборотном капитале», весьма полезный для финансового анализа, поскольку позволяет менеджменту компании видеть реальное финансовое состояние компании, до того как начисляются расходы на амортизацию, проценты, налоги и так далее. Этот показатель напоминает показатель EBITDA, однако ещё не показывает чистую прибыль, поскольку не включает расходы на инвестиционную и финансовую деятельность.
Корректировки второй группы позволяют учитывать изменения в балансовых статьях. Например, если дебиторская задолженность вся оплачивается в денежной форме, нет взаимозачётных операций, и она выросла на конец периода, то показатель «операционная прибыль до изменений в оборотном капитале» следует уменьшить на это изменение, поскольку реальный денежный поток меньше выручки за период на сумму данной величины прироста дебиторской задолженности.
Косвенный метод позволяет отследить движение денежных средств в части операционной деятельности, а прямой метод в части инвестиционной и финансовой деятельности.
Основной недостаток косвенного метода составления отчёта — необходимость сбора большого количества информации о статьях неденежного содержания и изменениях в оборотном капитале. Для получения этой информации требуется анализ оборотов по счетам, так как в отчётность компании она не включается. Также для создания отчёта о движении денежных средств косвенным методом нужно иметь уже готовые отчёты о балансе, прибылях и убытках и об изменениях в капитале.

## Финансовый анализ
Ниже рассмотрены четыре основные группы коэффициентов, используемые при финансовом анализе отчёта о движении денежных средств:
1. Коэффициенты денежного покрытия;
2. Коэффициенты денежного покрытия прибыли;
3. Коэффициенты денежного покрытия капитальных затрат;
4. Коэффициенты рентабельности денежных потоков.

Кроме этих коэффициентов используются и другие коэффициенты. При оценке эффективности деятельности компании важно использовать не только прошлые данные, но и будущие — приблизительные данные. Таким образом, при анализе отчёта о движении денежных средств можно использовать прогнозированные данные (например, закупки, дивидендные выплаты, погашение долговых обязательств). В данном случае можно провести приблизительную оценку потока денежных средств будущего периода.

### Коэффициенты денежного покрытия
Отчёт о движении денежных средств необходим для проведения финансового анализа, с его помощью, например, можно определить коэффициенты денежного покрытия. При расчете этих коэффициентов способность компании в денежном покрытии оценивается по денежному потоку от основной деятельности. Рекомендуемое значение показателей должно быть больше единицы, иначе компании придётся использовать денежный поток от инвестиционной или финансовой деятельности для финансирования своей деятельности, что свидетельствует о неэффективном управлении компанией.
1. Коэффициент денежного покрытия процентов за кредит (CICR, англ. Cash Interest Coverage Ratio) 
{\displaystyle CICR={\frac {CFFO+Ip+Tp}{Ip}}}
2. Коэффициент денежного покрытия долгосрочных обязательств (CMCR, англ. Cash Maturity Coverage Ratio) 
{\displaystyle CMCR={\frac {CFFO}{LTDP}}}
3. Коэффициент денежного покрытия дивидендных выплат (CDCR, англ. Cash Dividend Coverage Ratio) 
{\displaystyle CDCR={\frac {CFFO-LTDP}{Dp}}}

Где:
- CFFO — денежный поток от основной (или операционной) деятельности
- Ip — проценты уплаченные
- Dp — дивиденды выплаченные
- Тp — налоги уплаченные
- LTDP — долгосрочные обязательства

### Коэффициенты денежного покрытия прибыли
Коэффициенты денежного покрытия прибыли показывают степень расхождения между начисленной прибылью (отображена в отчёте о прибылях и убытках) и полученной в деньгах прибылью. Показатель начисленной прибыли считается более субъективной оценкой, чем показатель прибыли, полученной в деньгах. Значительное отклонение этих коэффициентов от единицы требует внимательного изучения со стороны управляющих компанией.
1. Коэффициент денежного покрытия выручки (QSR, англ. Quick Sales Ratio). Расчёт этого коэффициента не производится, если учётной политикой компании выбран метод признания выручки кассовым методом[4]. 
{\displaystyle QSR={\frac {CFS}{S}}}
2. Коэффициент денежного покрытия прибыли (QIR, англ. Quick Income Ratio). Этот метод предусматривает анализ отчёта о движении денежных средств, составленного косвенным методом. Объём поступившей выручки в деньгах определяется вычитанием дебиторской задолженности из начисленной выручки[4]. 
{\displaystyle QIR={\frac {CFFO+Ip+Tp}{NI+Ie+Te+Dep}}}

Где:
- CFFO — денежный поток от основной деятельности
- CFS — выручка поступившая
- S — выручка начисленная
- Ip — проценты уплаченные
- Тp — налоги уплаченные
- NI — чистая прибыль
- Ie — проценты начисленные
- Te — налоги начисленные
- Dep — амортизация.

### Коэффициенты денежного покрытия капитальных затрат
Коэффициенты денежного покрытия капитальных затрат раскрывают инвестиционную политику компании, помогают оценить возможности компании в финансировании капитальных вложений в своё развитие. Эти коэффициенты отражают способность компании финансировать капитальные вложения без привлечения внешних источников.
1. Коэффициент денежного покрытия капитальных затрат (CER, англ. Capital Expenditures Ratio) 
{\displaystyle CER={\frac {CFFO-Dp}{ACO}}}
2. Коэффициент инвестиционного притока (IIR, англ. Investment Income Ratio) 
{\displaystyle IIR={\frac {CIFI-Dp}{CIFI+CIFF}}}
3. Коэффициент финансового притока (FIR, англ. Financial Income Ratio) 
{\displaystyle FIR={\frac {CIFI}{CIFI+CIFF}}}

Где:
- CFFO — денежный поток от основной деятельности
- Dp — дивиденды выплаченные
- ACO — капитальные денежные расходы в активы других компаний
- CIFI — приток ДС от инвестиционной деятельности
- CIFF — приток ДС от финансовой деятельности.

### Коэффициенты рентабельности денежных потоков
Коэффициенты рентабельности денежных потоков оценивают способность компании создавать денежные потоки. Эти коэффициенты отображают величину денежного потока от основной деятельности, приходящейся на объём инвестированных денежных средств, определяют связи между компанией и инвесторами. Чем выше значение данных коэффициентов, тем лучше.
1. Коэффициент рентабельности активов по денежному потоку (CROA, англ. Coefficient of Return On Assets) 
{\displaystyle CROA={\frac {CFFO+Ip+Tp}{TA}}}
2. Коэффициент рентабельности собственного капитала по денежному потоку (CROE, англ. Coefficient of Return On Equity) 
{\displaystyle CROE={\frac {CFFO+Ip+Tp}{TE}}}

Где:
- CFFO — денежный поток от основной деятельности
- Ip — проценты уплаченные
- Тp — налоги уплаченные
- TA — среднее значение всех активов
- TE — среднее значение собственного капитала.

Данные коэффициенты рассчитываются в процентах.

## Региональное регулирование составления отчёта о движении денежных средств

### Россия

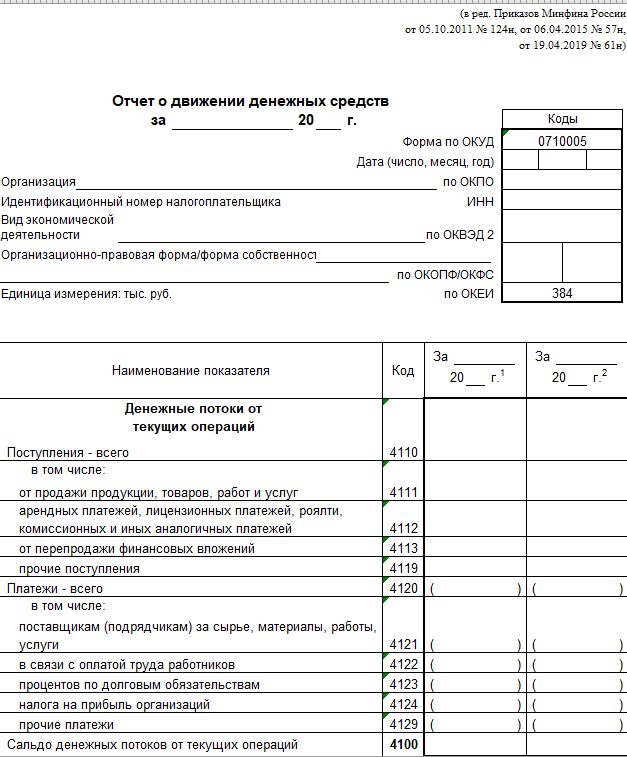
Лист 1
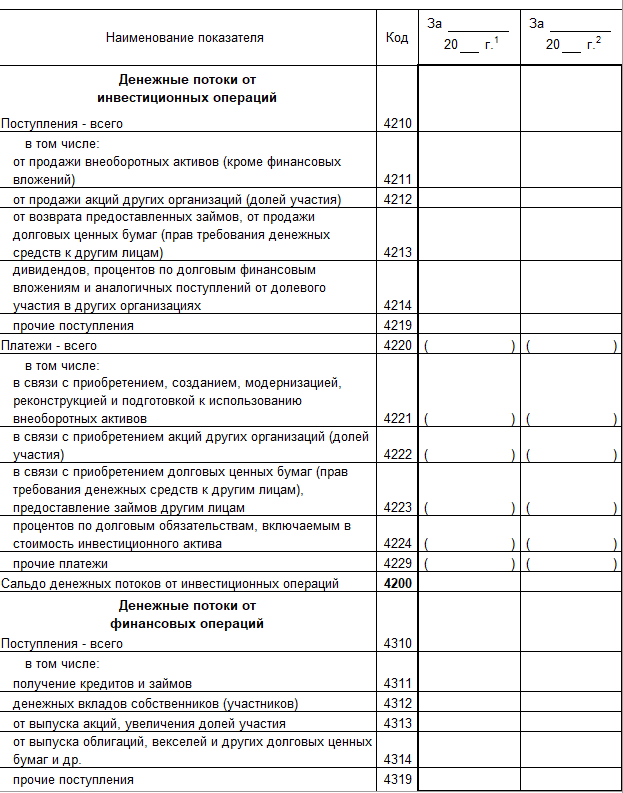
Лист 2
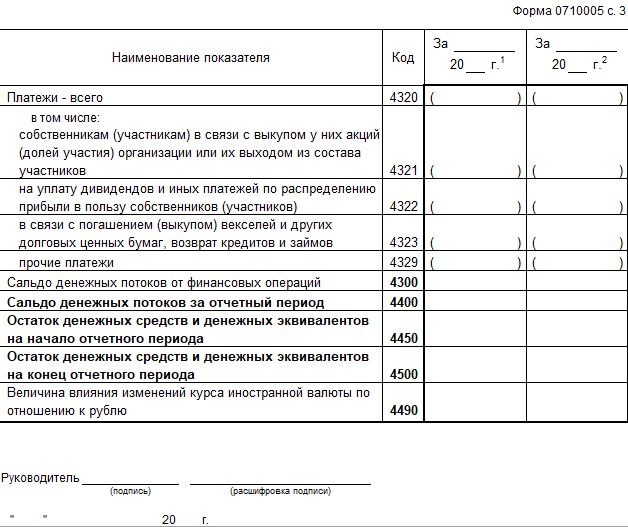
Лист 3

Отчёт о движении денежных средств — один из основных бухгалтерских отчётов. Отчёт составляется по утверждённой Форме № 4 (код формы по ОКУД 0710004). В отчёте формируются сведения о движении денежных средств организации в валюте России и в иностранной валюте. Данные о движении денежных средств приводятся за отчётный и предыдущий год. Отчёт формируется прямым методом (поступление и направление денежных средств приводятся в разрезе текущей, инвестиционной и финансовой деятельности). Форма российского отчёта о движении денежных средств не предусматривает использования косвенного метода. По российским правилам не требуется приводить данные о денежных эквивалентах. Также отличие заключается в том, что определения операционной, инвестиционной и финансовой деятельности в МСФО и российском бухгалтерском учёте не идентичны.

### Украина
Отчёт о движении денежных средств — один из основных бухгалтерских отчётов. Отчёт составляется по утверждённой Форме № 3 (код формы по ДКУД 1801004). В отчёте формируются сведения о движении денежных средств организации в национальной валюте Украины и в иностранной валюте. Данные о движении денежных средств приводятся за отчётный и предыдущий год. Отчёт формируется прямым методом (поступление и направление денежных средств приводятся в разрезе текущей, инвестиционной и финансовой деятельности).

### США
Правила US GAAP и МСФО в отношении составления отчёта о движении денежных средств во многом схожи, но имеется ряд различий:
- Отчёт о движении денежных средств в соответствии с МСФО описывает движение денежных средств и денежных эквивалентов, а в соответствии с GAAP отчёт может описывать движение денежных средств или денежных эквивалентов[26].
- В МСФО разрешается относить уплаченные проценты как на операционную, так и на финансовую деятельность, когда GAAP предусматривает отношение процентов исключительно на операционную деятельность[27].
- GAAP регламентирует, что если отчёт о движении денежных средств представлен компанией прямым методом, то в дополнениях необходимо также представить отчёт, созданный косвенным методом[28][29].
- В МСФО банковские овердрафты отражаются в составе денежных средств, когда в GAAP они исключены из определения денежных средств.
- GAAP дополнительно требует раскрытие существенных неденежных операций[30].